# 메야사우루스
메야사우루스(학명:Meyasaurus faurai)는 도마뱀목 레피도사우루스과에 속하는 도마뱀이다. 지금은 멸종한 종으로서 전체적인 몸길이가 4~6m인 거대한 도마뱀에 속한다.

## 특징
메야사우루스(Meyasaurus)는 스페인의 바레미안과 영국 와이트 섬에서 각각 알려진 테이드 도마뱀의 멸종된 속이다. 스페인에서는 라후르귀나, 카마릴라, 라 페드레라 데 루비스 형성으로부터 4종이 모두 알려져 있고 영국 와이트 섬의 웨섹스 형성으로부터는 불확실한 세존이 알려져 있다. 그것은 바르바트티우스와 바르바트테이아과의 가능한 가까운 친척이다. 메야사우루스는 제법 큰 덩치에 걸맞게 앞다리와 뒷다리가 매우 크게 발달되어 있으며 이런 잘 발달된 다리로 인하여 큰 덩치임에도 비교적 빠른 보행 속도를 내는 것이 가능한 종이다. 양턱에는 총 15~25개의 삼각형의 톱니 모양을 가진 이빨을 가지고 있으며 이를 통하여 먹이를 사냥했을 것으로 보인다. 먹이로는 당대에 서식했었던 작은 동물, 곤충, 절지동물과 공룡의 알을 주로 잡아먹고 살았을 육식성의 포식자로 추정되는 종이다.

## 생존시기와 서식지와 화석의 발견
메야사우루스가 생존했던 시기는 중생대의 백악기 초기로서 지금으로부터 1억 4500만년전~1억 2000만년전에 생존했던 종이다. 생존했던 시기에는 유럽을 중심으로 하는 초원 등에서 주로 서식했었던 도마뱀이다. 화석의 발견은 1915년에 유럽의 백악기에 형성된 지층에서 각각 스페인과 영국의 고생물학자들에 의하여 처음으로 화석이 발견되어 새롭게 명명된 종이다.

## 같이 보기
- 파충류
- 중생대
- 백악기
- 도마뱀
- 화석